# Qatar University Stadium
 (avril 2025).
Le Qatar University Stadium (en arabe : ملعب جامعة قطر) est un des stades choisis par le Qatar pour accueillir les matches de la Coupe du monde 2022.